# Artemisia abrotanum
Pour les articles homonymes, voir Aurone.
Espèce
Classification phylogénétique
L’aurone ou citronnelle (Artemisia abrotanum L.) est une espèce de plantes herbacées vivaces de la famille des Astéracées, cultivée comme plante condimentaire et ornementale.
Noms communs : aurone, citronnelle, aurone mâle, abrotone, citronnelle garde-robe, arquebuse, herbe royale. En allemand : Eberraute, en anglais : slovenwood, southern wormwood, en espagnol : abrótano macho.

## Description
Sous-arbrisseau à tiges herbacées à section carrée, vivace, à feuilles semi-persistantes et à port dressé qui peut atteindre 1 à 1,3 m de haut.
Les feuilles, alternes, caduques, de 5 cm de long, sont fines, très divisées en lanières, de couleur vert bleuté, velues dessous, glabres dessus et contiennent une huile essentielle (thuyone, absintol), des dérivés coumariniques (isofraxidine, ombelliférone, scopolétol), un alcaloïde (abrotine, semblable dans ses effets à la quinine), des tanins.
Fleurs jaunes, paraissant en août, toutes en tube, réunies en très petits capitules, dont l’involucre comprend de nombreuses bractées petites disposées sur plusieurs rangs.
Les fleurs extérieures ont une corolle à trois dents et sont seulement pistillées. Les capitules sont eux-mêmes réunis en panicules denses, penchés.

## Distribution
Cette espèce est originaire du bassin méditerranéen, peut-être de Turquie. Elle est largement cultivée et naturalisée dans les régions tempérées.

## Culture
Préfère un sol frais, bien drainé. Multiplication par division de touffes au printemps, ou éventuellement par bouturage.
À chaque printemps, il convient de rabattre les touffes pour provoquer la repousse des feuilles.

## Utilisation
Les feuilles fraîches, au goût citronné, peuvent servir à aromatiser les salades, les viandes grasses, le vinaigre, les sauces, les gâteaux ou encore pour apprêter des viandes rôties – comme le bœuf ou le porc – et des poissons, notamment l’anguille.
Connue pour être vermifuge, on la prenait en infusion pour expulser le ver solitaire. Jadis, on l’utilisait aussi comme insecticide et on en faisait de petits bouquets séchés qui repoussaient les insectes, pucerons et mites.
Elle a été utilisée aussi comme stimulant, tonique et astringent. Elle est diurétique, diaphorétique, stomachique, cicatrisante.
Elle est censée aider à lutter contre la fatigue et les infections. On la recommandait contre les rhumes et les douleurs gastriques. Elle a des propriétés emménagogues et était utilisée non seulement pour régulariser le cycle menstruel et diminuer les douleurs dues aux règles, mais aussi pour stopper les grossesses non souhaitées.
Cette plante était déjà citée au Moyen Âge, dans le capitulaire De Villis, parmi les plantes potagères recommandées.
Elle est utilisée pour faire une liqueur appelée arquebuse, notamment dans le Dauphiné et dans le Sundgau.